# جیووانی موسکاردینی
جیووانی موسکاردینی (به ایتالیایی: Giovanni Moscardini) بازیکن فوتبال و اهل ایتالیا است که از سال ۱۹۲۱ میلادی عضو تیم ملی فوتبال ایتالیا بوده و در ۹ بازی ملی حضور داشته‌است. او در بازی‌های ملی‌اش ۷ گل به ثمر رساند.
جیووانی موسکاردینی آخرین بازی ملی خود را در سال ۱۹۲۵ میلادی انجام داد.